# William Favre
William Favre (Les Eaux-Vives, 5 ottobre 1843 – Les Eaux-Vives, 22 febbraio 1918) è stato un politico e mecenate svizzero.

## Biografia
Dopo gli studi presso l'Università di Ginevra e l'Università Humboldt di Berlino in chimica, intraprese vari viaggi in Turchia (1868) e in Egitto (1873). Ritornato a Ginevra, fu consigliere comunale di Les Eaux-Vives, allora comune autonomo, dal 1875 al 1899; nel 1878 compì un giro del mondo. Il 12 febbraio 1887 fondò la "Société de secours entre artistes et amis des Beaux-Arts", che in seguito sarebbe divenuta la "Société mutuelle artistique", e al contempo effettuò ricerche sulla storia di Ginevra. Nel 1917 donò al Comune di Ginevra il Parc de La Grange con la residenza padronale, di proprietà della sua famiglia.